# UML
Обједињени језик за моделовање или UML (енгл. Unified Modeling Language) је у пољу софтверског инжењерства стандардни језик за визуелно приказивање објектног модела. UML је општи језик за моделовање помоћу ког се преко графичких симбола прави апстрактни модел система познат као UML модел.

## Опис
Званично дефинисан од стране ОМГ групе (група руководилаца објектима) помоћу МОФ (Мета Обџект Фасилити) метамодела. Једна од одлика УМЛ-а као и свих осталих језика дефинисаних помоћу МОФ-а је могућност да се програмери више посвете дизајну и архитектури.
Помоћу одређених алата може да се преведе у неки од стандардних програмских језика (јава, C#).